# Ganglio ciliare

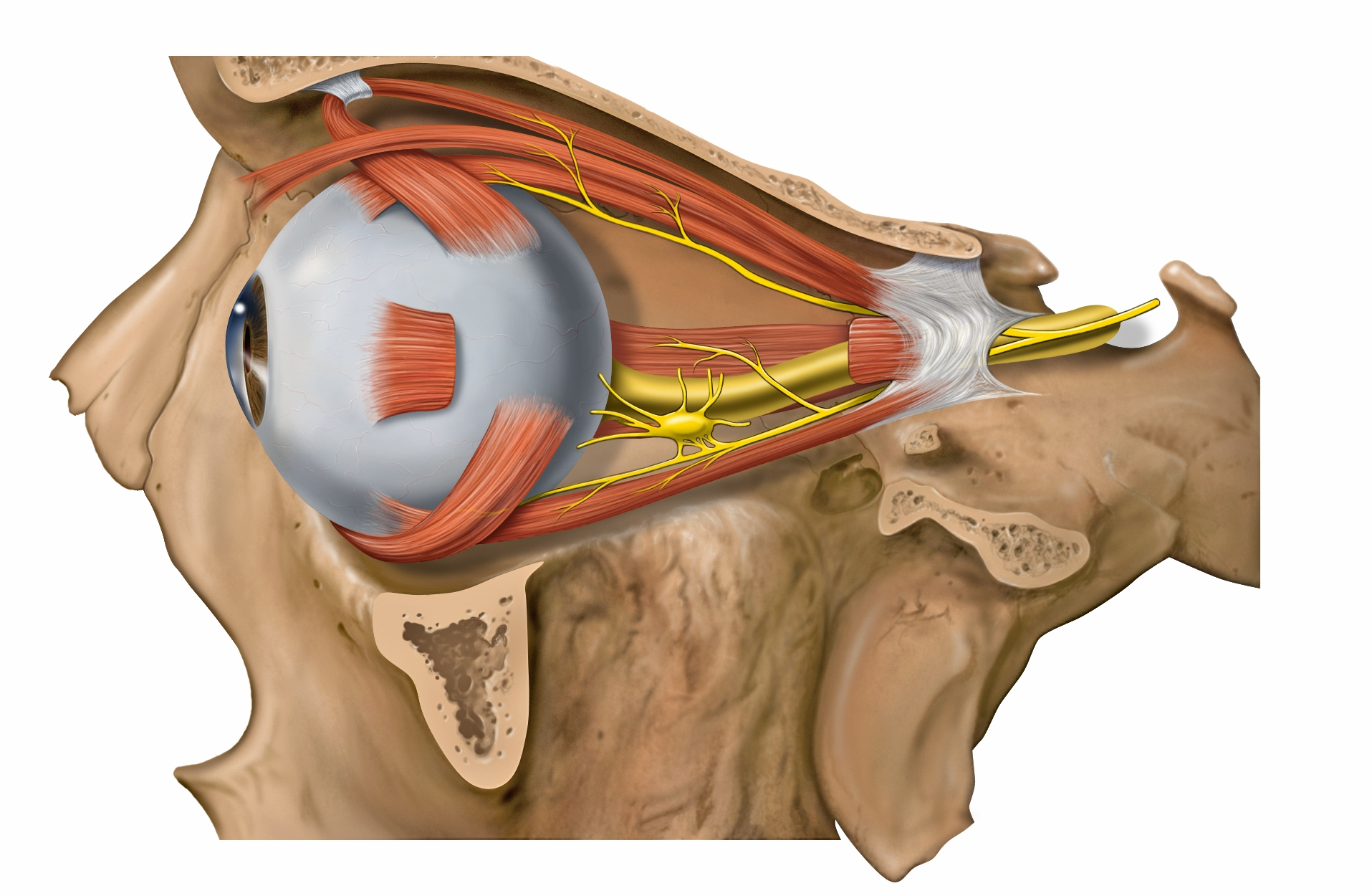
Vista laterale dei nervi del bulbo oculare

Il ganglio ciliare è un ganglio nervoso situato nella massa adiposa posteriormente nella cavità orbitaria, tra il nervo ottico ed il muscolo retto laterale.
A esso giungono tre rami afferenti, le radici del ganglio ciliare (breve, lunga e simpatica), mentre dal suo polo anteriore originano numerosi rami efferenti, i nervi ciliari brevi. Attraversano il ganglio, ma senza interrompersi, anche fibre di natura simpatica (postgangliari) e fibre sensitive della branca oftalmica del trigemino. 
- La radice breve origina dal ramo del nervo oculomotore diretto al muscolo obliquo inferiore e consta di fibre parasimpatiche pregangliari provenienti dal nucleo di Edinger-Westphal, che prendono sinapsi nel ganglio ciliare. Le fibre postgangliari decorrono nei nervi ciliari brevi e si portano al muscolo sfintere della pupilla e al muscolo ciliare.

- La radice lunga origina dal nervo nasociliare, ramo collaterale del nervo oftalmico, prima branca del trigemino (V1) contiene fibre sensitive che hanno origine del ganglio trigeminale che passano senza interrompersi nel ganglio ciliare e sono destinate alla sclera, alla congiuntiva bulbare e alla cornea. Nella radice lunga del ganglio ciliare sono contenute anche fibre simpatiche postgangliari sia a carattere vasomotorio sia destinate all'innervazione del muscolo dilatatore della pupilla. Queste fibre simpatiche originano dal ganglio cervicale superiore, risalgono mediante il plesso carotideo interno fino a livello del seno cavernoso e, anastomizzandosi con il nervo oftalmico, giungono al ganglio ciliare per la radice lunga. Le fibre non contraggono alcuna sinapsi nel ganglio e proseguono fino al bulbo oculare tramite i nervi ciliari brevi;

- La radice simpatica proviene dal plesso perivascolare e attraversano il ganglio senza nessun rapporto funzionale. Si portano ad innervare prevalentemente i vasi del bulbo oculare, sebbene alcune di esse sono state descritte portarsi al muscolo ciliare.

È bene ricordare che oltre ai nervi ciliari brevi all'occhio arrivano anche i nervi ciliari lunghi i quali sono rami del nervo nasociliare, ramo collaterale del nervo oftalmico, e contengono le fibre simpatiche originate a livello del plesso perivascolare e destinate al muscolo dilatatore della pupilla. 
L'innervazione da parte dei nervi ciliari brevi e lunghi dei muscoli che regolano il diametro della pupilla è importante nei riflessi di miosi (restringimento della pupilla) e di midriasi (dilatazione della pupilla) che si attuano per l'adattamento dell'occhio alla luce, e di accomodazione (cambio del fuoco da un oggetto lontano ad uno vicino).
I nervi ciliari entrano nell'occhio perforando la sclera.